# Гаплогруппа K (мтДНК)

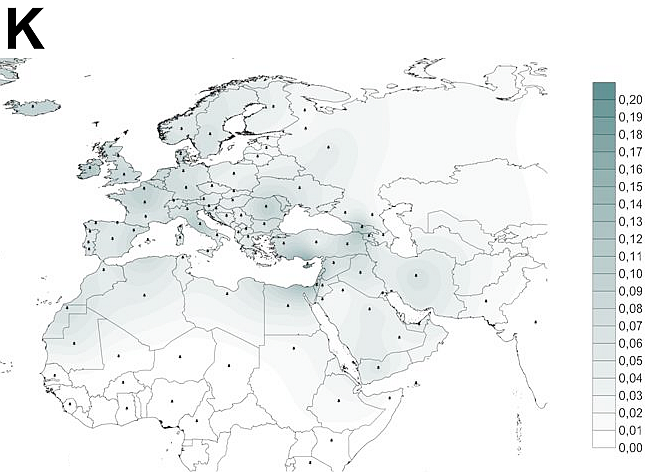
Прогнозируемое пространственное распределение частот для гаплогруппы K

В популяционной генетике человека гаплогруппой К называют одну из гаплогрупп, выявленных при анализе последовательности митохондриальной ДНК (mtDNA).
Эта гаплогруппа широко распространена в Европе, её носители отделились от гаплогруппы U8 около 12 тыс. лет назад.
Гаплогруппа K представляет заметную долю западно-евразийского генофонда. В Европе она особенно распространена вокруг Альп и на Британских островах. С меньшей частотой она обнаруживается в Северной Африке, на Ближнем Востоке и в Южной Азии.
Приблизительно 32 % современных людей с наследственностью от евреев-ашкеназов принадлежат гаплогруппе K 
(субклад K1a1b1a). Такой высокий процент указывает на генетическое бутылочное горлышко, произошедшее порядка ста поколений назад, и, вероятно, сохраняется в связи с невысоким смешением с неевреями.  Гаплогруппа K встречается у чувашей, около 7,3%. Другие неевреи, у кого широко представлена гаплогруппа K, — это друзы Сирии, Ливана, Израиля и Иордании, из которых к ней принадлежат 16 %, также было установлено, что к данной гаплогруппе принадлежит значительная часть палестинских арабов.
На Британских островах более 10 % населения принадлежит к гаплогруппе K, а во всём населении Европы её численность составляет около 6 %. Однако, будучи рассчитанными от такого большого населения (более чем 400 миллионов), число европейцев с гаплогруппой K будет численно превышать количество ашкеназов с гаплогруппой K более чем в 10 раз.

## Палеогенетика
- K2b определили у анатолийского охотника-собирателя (AHG) ZBC из местечка Pınarbaşı в турецкой провинции Конья, жившего 13 642—13 073 лет до нашей эры[5].

- K3 определили у палеолитического обитателя грузинской пещеры Сацурблия, жившего 13 132–13 380 лет назад[6].

- K1a определили у анатолийского фермера ZMOJ из местечка Бонджуклу (Boncuklu), жившего 8300—7800 лет до нашей эры[5].

- K1b1c и K2a11 определены у двух образцов из Чатал-Хююка (Ch51 и Ch54) (седьмое тысячелетие до нашей эры). K1a1 определили у представителя культуры Винча, K1a2 — у представителя культуры Лепенский Вир[7].

- K1c определили у двух представителей мезолита Греции, живших ок. 9,5—9 тыс. л. н. в пещере Теопетра, субклада K1a2 определена у неолитического фермера Kleitos 10 (ном Козани), жившего 6,2–6 тыс. лет до настоящего времени[8].

- Гаплогруппа K обнаружена у обитателей Жоховской стоянки (остров Жохова, Новосибирские острова), живших 8 тыс. лет назад[9].

- K и K1a2a обнаружены у обитателей стоянки Эльс Трокс (муниципалитет Бисаурри) в испанских Пиринеях (5310—5080 лет до н. э.)[10][11].

- K1e выявлена в жвачке из Зильтхольма на острове Лолланн в Балтийском море, которую жевала темнокожая, голубоглазая девочка с тёмно-коричневыми волосами 5700 лет назад[12].

- Гаплогруппа K была обнаружена у жившего примерно 4950—5300 лет назад представителя культуры линейно-ленточной керамики из венгерского местонахождения Apc-Berekalja I (K1a3a3) и у жившей примерно 5570—5710 лет назад представительницы культуры Кёрёш (Старчево-Кришская культура) из венгерского местонахождения Berettyóújfalu-Morotva-liget (K1)[13].

- K1a2a и K1a4a определили у представителей культуры кардиальной керамики[14].

- K1a4b определили у неолитического жителя Болгарии (Dzhulyunitsa)[15].

- K1a определили у нескольких образцов неолита Британии[16].

- Гаплогруппа K была обнаружена у представителя энеолитической трипольской культуры[17], K1 обнаружена у представителя позднего этапа трипольской культуры[18].

- К исчезнувшему субкладу К1f принадлежал Эци — человек, обнаруженный в Тироле вмёрзшим в лёд, живший около 5 тыс. лет назад и принадлежавший предположительно к пфинской культуре[19][20].

- K1b2, предположительно, определили у представителя ботайской культуры[21].

- Гаплогруппу К имела женщина, погребённая между 2650 и 2450 годами до н. э. в предполагаемой гробнице амореев в Терке (Тель-Ашара), в долине Среднего Евфрата (Сирия)[22].

- K1b1a определили у лучника из Эймсбери (образец I14200/50875_1291, Archer, 2470—2239 лет до н. э.)[23].

K1a определили у кенийского образца I12533 (Prettejohn's Gully (GsJi11), Pastoral_Neolithic outlier (Early pastoral?), 4080—3890 л. н.).
- K1a1b1a, выявленная в волосах, хранящихся в реликварии базилики Сен-Максимин-ла-Сент-Баум (Франция), свидетельствует о том, что, вероятно, эта женщина имела фарисейское происхождение по материнской линии[25].

- Гаплогруппа K определили у фараонов Эхнатона, Тутанхамона, исторически неизвестной матери Тутанхамона (младшей леди КВ35), Туи и Тии[26].

- Гаплогруппу K определили у египетских мумий из Абусира[27].

- K1b2b определили у образца железного века Узбекистана L5139 (кушанский период), K1a+150 — у образца L8006 (кушанский период, 1865—1715 л. н.)[28].

- K1a определили у кенийского образца I12394 (Keringet Cave (GrJg4), Pastoral_Neolithic/ Elmenteitan (PN cluster), 1530—1400 л. н.)[24].

- Гаплогруппа K обнаружена у одного из викингов с языческого захоронения Галгедил (Galgedil) на датском острове Фюн (700—1100 года)[29].

- Гаплогруппу K определили у «варяжской гостьи», обнаруженной в камерном погребении № 1 на Старовознесенском I раскопе Старовознесенского некрополя второй половины X века в Пскове[30].

- K1a19 выявлена у раннесредневекового образца (206-347 гг. н.э.) из Азербайджана[31]

## Гаплогруппа UK
Считается, что носители гаплогруппы UK мало восприимчивы к синдрому приобретённого иммунного дефицита.